# Susanne Preisinger
Susanne Preisinger (* 15. Februar 1957 in Wien) ist eine ehemalige österreichische Politikerin (FPÖ). Preisinger war von 1994 bis 1999 Abgeordnete zum österreichischen Nationalrat.
Preisinger besuchte zwischen 1963 und 1967 die Volksschule und im Anschluss ein humanistisches Gymnasium, das sie 1975 mit der Matura abschloss. Sie studierte danach Geschichte und Alte Geschichte an der Universität Wien und schloss ihr Studium 1984 mit dem akademischen Grad Dr. phil. ab.
Preisinger war 1984 freie Mitarbeiterin des ORF und arbeitete danach zwischen 1985 und 1986 am Institut für Geschichte an der Universität Wien. Sie war danach von 1986 bis 1992 als Seminarleiterin der Politischen Akademie der FPÖ beschäftigt und im Anschluss bis 1994 Klubdirektorin des Klubs der Wiener Landtagsabgeordneten und Wiener Gemeinderäte der FPÖ. 1994 übernahm sie schließlich die Leitung des Bürgerbüros der Wiener FPÖ. Preisinger vertrat die FPÖ vom 7. November 1994 bis zum 22. Oktober 1999 im Nationalrat. Preisinger war Autofahrersprecherin des FPÖ-Parlamentsklubs.